# Women's Regional Handball League 2008-09
Women's Regional Handball League 2008-09 var den første sæson af Women's Regional Handball League med deltagelse af klubhold fra Østrig, Slovenien, Kroatien, Bosnien-Hercegovina, Montenegro og Makedonien.
Ligaen havde deltagelse af syv hold, som mødte hinanden i en dobbeltturnering ude og hjemme. Oprindeligt skulle ligaen have bestået af otte hold, men Serbiens deltager (Radnički Petrol) meldte afbud. Den 22. januar 2009 meddelte Kometal Gjorče Petrov, at klubben på grund af finansielle problemer havde valgt at trække sit hold fra ligaen, så sæsonen sluttede med kun seks deltagende hold. Ligaen blev vundet af RK Podravka Vegeta fra Kroatien.

## Slutstilling
| Plac. | Klub                     | Kampe                   | Vund.                   | Uafgj.                  | Tabte                   | + Mål −                 | Point                   |
| ----- | ------------------------ | ----------------------- | ----------------------- | ----------------------- | ----------------------- | ----------------------- | ----------------------- |
| 1.    | RK Podravka Vegeta       | 10                      | 7                       | 1                       | 2                       | 352-275                 | 15                      |
| 2.    | Budućnost T-Mobile       | 10                      | 7                       | 0                       | 3                       | 312-287                 | 14                      |
| 3.    | Hypo Niederösterreich    | 10                      | 6                       | 1                       | 3                       | 349-281                 | 13                      |
| 4.    | Krim Mercator            | 10                      | 5                       | 2                       | 3                       | 343-278                 | 12                      |
| 5.    | RK Lokomotiva Zagreb     | 10                      | 3                       | 0                       | 7                       | 285-310                 | 6                       |
| 6.    | Ljubuški Lido osiguranje | 10                      | 0                       | 0                       | 10                      | 207-417                 | 0                       |
| -     | Kometal Gjorče Petrov    | Trak sig midt i sæsonen | Trak sig midt i sæsonen | Trak sig midt i sæsonen | Trak sig midt i sæsonen | Trak sig midt i sæsonen | Trak sig midt i sæsonen |